# ダルコ・タセフスキ

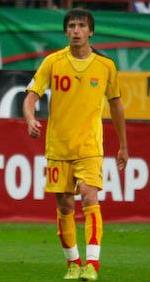
マケドニア代表でのタセフスキ

ダルコ・タセフスキ（マケドニア語: Дарко Тасевски、1984年5月20日 - ）は、マケドニア共和国出身の元サッカー選手。元マケドニア共和国代表。現役時代のポジションはMF。

## クラブ歴

### ウクライナ以前
FKツェメンタルニツァ55で選手となった後、FKバルダールに所属、その後ウクライナのFCメタルルフ・ザポリージャに所属した。

### レフスキ・ソフィア
2007年夏にレフスキ・ソフィアに移籍。
2008年9月27日のリテックス・ロヴェチとのダービーマッチでは2得点を挙げ、2-0の勝利の立役者となった。2009年5月17日、ホームで迎えたPFCスパルタク・ヴァルナ戦で44分に得点した。この試合は5-0の勝利となり、2008-09シーズンのブルガリアプロサッカーリーグ制覇に貢献した。2009年7月15日に行われた2009-10シーズンの初戦でも得点した。UEFAチャンピオンズリーグ 2009-10の2次予選ではUEサン・ジュリアを4-0で撃破した。その後2010年10月25日のリテックス・ロヴェチ戦では退場処分を受けた。
2011年1月11日には契約を延長し、2012年夏までの契約となった。

### イロニ・キリヤット・シュモナ以降
2012年夏の移籍市場でハポエル・イロニ・キリヤット・シュモナFCに移籍した。
2014年にタイ・プレミアリーグのバンコク・グラスFCに移籍した。
2016年6月、スパンブリーFCに移籍した。

## 代表歴
2006年3月1日のブルガリア代表との親善試合で代表初出場したものの、この試合は0-1で敗れた。
その後、2010 FIFAワールドカップ・ヨーロッパ予選、2014 FIFAワールドカップ・ヨーロッパ予選にマケドニア共和国代表として出場した。
2013年9月6日の2014 FIFAワールドカップ・ヨーロッパ予選のウェールズ代表戦が最後の出場となった。

## 人物
2007年にブルガリア国籍を取得した。この時には既にマケドニア共和国A代表として出場経験があったため、ブルガリア代表での出場権は無かった。

## 個人成績

### クラブ
2016年4月30日現在
| 2007-08    | レフスキ・ソフィア           |            | A          | 27       | 4                  | 4          | 0          | 31       | 4        |
| 2008-09    | レフスキ・ソフィア           |            | A          | 23       | 6                  | 4          | 1          | 27       | 7        |
| 2009-10    | レフスキ・ソフィア           |            | A          | 15       | 3                  | 1          | 0          | 16       | 3        |
| 2010-11    | レフスキ・ソフィア           |            | A          | 23       | 4                  | 2          | 0          | 25       | 4        |
| 2011-12    | レフスキ・ソフィア           |            | A          | 20       | 4                  | 0          | 0          | 20       | 4        |
| イスラエル | イスラエル                   | イスラエル | イスラエル | リーグ戦 | リーグ戦           | オープン杯 | オープン杯 | 期間通算 | 期間通算 |
| 2012-13    | イロニ・キリヤット・シュモナ |            | I.プレミア | 33       | 2                  | 3          | 0          | 36       | 2        |
| 2013-14    | イロニ・キリヤット・シュモナ |            | I.プレミア | 12       | 0                  | -          | -          | 12       | 0        |
| タイ       | タイ                         | タイ       | タイ       | リーグ戦 | リーグ戦           | FA杯       | FA杯       | 期間通算 | 期間通算 |
| 2014       | バンコク・グラス             |            | T.プレミア | 36       | 11                 |            |            |          |          |
| 2015       | バンコク・グラス             |            | T.プレミア | 30       | 9                  |            |            |          |          |
| 2016       | バンコク・グラス             | 22         | T.プレミア | 7        | 0                  |            |            |          |          |
| 2016       | スパンブリーFC               | 22         | T.プレミア | 8        | 3                  |            |            | 8        | 3        |
| 通算       | ブルガリア                   | ブルガリア | A          | 108      | 21                 | 11         | 1          | 119      | 22       |
| 通算       | イスラエル                   | イスラエル | I.プレミア | 45       | 2                  | 3          | 0          | 48       | 2        |
| 通算       | タイ                         | タイ       | T.プレミア | 85       | 24\|\|\|\|\|\|\|\| |            |            |          |          |
| 総通算     | 総通算                       | 総通算     | 総通算     | 238      | 47\|\|\|\|\|\|\|\| |            |            |          |          |

### 代表
代表での得点一覧
| #  | 日附           | 場所                          | 対戦相手   | 得点 | 結果 | 大会     |
| -- | -------------- | ----------------------------- | ---------- | ---- | ---- | -------- |
| 1. | 2012年11月14日 | スコピエ・ピリッポス2世アレナ | スロベニア | 1–0  | 3–2  | 親善試合 |

## タイトル

### クラブ
FKツェメンタルニツァ55
- マケドニアカップ: 2002-03

レフスキ・ソフィア
- ブルガリアプロサッカーリーグ: 2009
- ブルガリア・スーパーカップ: 2007, 2009

バンコク・グラスFC
- タイFAカップ: 2014